# Општина Даја (Ђурђу)
Даја (рум. Daia) општина је у Румунији у округу Ђурђу.
Oпштина се налази на надморској висини од 60 m.